# 紅海刺尾魚
紅海刺尾魚，俗称紅海騎士倒吊，為輻鰭魚綱鱸形目刺尾魚亞目刺尾魚科的其中一個種，身上的斑紋容易和紋倒吊搞混，但後者主要分布太平洋一帶，於1775年首次被瑞典博物學家、探險家和東方學家彼得·福斯科爾正式描述為Chaetodon sohal，其模式產地為紅海。

## 分布
本魚分布於西印度洋區，從波斯灣至紅海海域，於2017年和2018年在地中海被發現，可能是通過蘇伊士運河從紅海遷移到達那裡。

## 深度
水深0－20公尺。

## 特徵
本魚體呈橢圓形而側扁。頭小，頭背部輪廓隨著成長而略凸出。口小，端位，上下頜各具一列扁平齒，齒固定不可動，齒緣具缺刻。頭上部和頸背上的條紋灰色，頭部下部和腹面蒼白，有淡灰色和灰綠色的縱紋；背鰭、臀鰭和腹鰭黑色，邊緣呈鮮豔的藍色，胸鰭下方體部有一大片橙色，尾鰭呈黑色，尾柄上的棘鞘是橙色，尾鰭呈月形，體側有縱向的細黑色條紋，中間被綠色、橄欖色條紋分開，這些條紋在尾柄的脊柱處連接在一起，上半身的條紋更細、更蜿蜒，但下半身的條紋更寬、更直。背鰭硬棘9枚、背鰭軟條 30-31枚、臀鰭硬棘3枚、臀鰭軟條28-29枚，體長可達40公分。

## 生態
本魚棲息在珊瑚礁區，具侵略性和領域性，成小群活動，屬草食性，以藻類為食，尾柄處有毒棘，需注意。

## 經濟利用
為觀賞性魚類。